# طوطی سفید بوتلر
طوطی سفید بوتلر، نوک‌روشن بوتلر یا نوک‌روشن پیشخدمت (نام علمی: Cacatua pastinator butleri) نام یک زیرگونه از گونه نوک‌روشن غربی است.